# Партизанское движение на Северном Кавказе во время Великой Отечественной войны
Советское партизанское движение на Северном Кавказе — партизанское движение против немецких и румынских захватчиков, а также их сообщников на занятых территориях Краснодарского и Ставропольского краёв, Северной Осетии, Кабардино-Балкарии и Калмыкии в 1942—1943 годы. Составная часть советского партизанского движения на завоёванных территории СССР.

## Оккупация Северного Кавказа
25 июля 1942 года немецкие войска начали наступление на Кавказ.
В ходе наступления немецко-румынские войска группы армий «A» к середине августа 1942 года взяли Моздок, вышли на реку Терек и к Северному Кавказу.
17 августа 1942 года наступление немецкой группы армий «A» было остановлено на северных предгорьях Главного Кавказского хребта.
На оккупированных территориях был установлен оккупационный режим, развёрнуты органы немецкого военного командования и иные полицейские, административные и специальные органы.
С целью привлечь на свою сторону местное население, в первую очередь — представителей горских народов, немецкое военное командование разрешило деятельность мусульманского духовенства и распространяло информацию о благожелательном отношении высшего руководства рейха к исламу (в частности, среди местных жителей распространялась информация о том, что командующий 1-й танковой армии немецкий генерал фон Макензен якобы «принял ислам и посещает мечети», а Гитлер — это «имам всего Кавказа»).
В августе 1942 года для ведения пропаганды на русское и русскоязычное население оккупированных территорий по распоряжению немецкого командования был организован выпуск газеты «Утро Кавказа» (главным редактором которой являлся Б. Н. Ширяев), для ведения пропаганды на мусульманское население был начат выпуск газеты «Газават».
В борьбе с подпольщиками и партизанами принимали участие немецкие спецслужбы (в частности, «абверкоманда-201» при группе армий «А»), войска охраны тыла и иные подразделения, включая части специального назначения:
- так, на Северном Кавказе действовали подразделения полка «Бранденбург 800» и зондеркоманда капитана Мюллера (40 человек)[8]
- с сентября 1942 года до 29 октября 1942 года против советских партизан в районе Моздок — Нальчик — Минеральные Воды действовал батальон особого назначения «Бергманн»[9]

## Развёртывание партизанского движения
Организационная работа по созданию партизанских отрядов и подпольных организаций началась летом 1942 года.
- подготовкой партизанского движения в Адыгейской автономной области руководили Н. Ц. Теучеж, А. Х. Чамоков, П. Ц. Джасте и А. М. Семкин
- подготовкой партизанского движения в Карачаевской автономной области руководил Г. М. Романчук[10]
- подготовкой партизанского движения в Кабардино-Балкарской АССР руководили И. К. Ахохов и Д. З. Кумехов[10]
- подготовкой партизанского движения в Северо-Осетинской АССР руководили А. П. Газаев и А. С. Мамсуров[10]

3 августа 1942 года при Военном совете Северо-Кавказского фронта был создан Южный штаб партизанского движения, начальником которого был назначен полковник Х. Д. Мамсуров.
Партизанские формирования начали действовать в августе — сентябре 1942 года, после оккупации части территории Северного Кавказа.
15 августа 1942 года разведчики Кувинско-Икон-Халкского партизанского отряда комсомолка А. Т. Кужева и пионерка К. Мижева, находясь в дозоре, обнаружили двух разведчиков противника и сообщили о них другим партизанам отряда. В результате, оба разведчика были захвачены в плен. В ходе их допроса и изучения обнаруженной у них топографической карты был установлен маршрут движения подразделений немецкой горнострелковой дивизии «Эдельвейс» к перевалам. 17 августа 1942 Зеленчукский, Кувинско-Икон-Халкский и другие партизанские отряды в районе Марухского перевала атаковали и разгромили два подразделения дивизии «Эдельвейс».
В партизанском движении на Северном Кавказе участвовали представители 30 народов СССР, при этом 90 % из них составляли добровольцы (оставшиеся 10 % составляли командно-руководящие кадры, назначение которых утверждали приказом). 91-92 % партизан Северного Кавказа составляли мужчины и 8-9 % — женщины. Среди участников партизанского движения на Северном Кавказе было 5 тысяч коммунистов и около 2 тысяч комсомольцев.
В связи со степным характером местности свыше 60 отрядов из 100 базировались в советском тылу, откуда совершали рейды. Это отряды Майкопского, Анапского, Армавирского партизанских соединений общей численностью до 2500 человек.
Партизаны сформированного в Псху 27 августа 1942 года отряда под командованием Инасаридзе в связи с осложнением обстановки на линии фронта были направлены на оборудование оборонительных позиций возле водопада Агиров (у подъёма на перевал Доу), а 31 августа 1942 года — распределены в состав 25-го пограничного полка и сводного полка Санчарской группы войск.
В августе — декабре 1942 года в Ставропольском крае действовало 40 партизанских отрядов (1700 человек). До оккупации Краснодарского края были сформированы 86 партизанских отрядов. После оккупации в августе 1942 года боевые действия осуществляли уже 73 отряда (около 6500 человек).
В сентябре 1942 года образованы 7 партизанских соединений:
- Краснодарское (командир И. И. Поздняков)
- Нефтегорское (командир В. И. Хомяков)
- Майкопское (командир М. С. Попов)
- Армавирское (командир Л. М. Кривенко)
- Анапское (командир А. А. Егоров)
- Новороссийское (командир С. Е. Санин)
- Славянское (командир И. С. Прохорский)

На территории Калмыкии с осени 1942 года действовали 13 отрядов (268 человек). В Северной Осетии — 8 отрядов (около 350 человек), Кабардино-Балкарии — 1 отряд (125 человек).
31 октября 1942 наступающие немецкие части вступили в Ардон. Партизан Г. Т. Ботоев, не успевший покинуть город, открыл огонь из автомата по подразделению мотоциклистов, потери немцев составили 7 военнослужащих убитыми, ещё несколько солдат были ранены. Ещё один житель Ардона, мельник А. Е. Икаев демонтировал и спрятал части механизмов мельницы, на которой работал — в результате, мельница колхоза «Большевик» не функционировала весь период оккупации.
В Красногвардейском районе Адыгеи комсомольцы Владимир Калашников, Валентин Бабенко и Слава Рязанов начали распространение листовок, но были выявлены и расстреляны.
В ауле Понежукай Теучежского района Адыгеи действовала подпольная группа из шести человек, участники которой вели политические беседы с жителями, несколько раз перерезали телефонные провода на линии Понежукай — Майкоп и сожгли зернофуражный склад, но были выявлены и после пыток расстреляны на окраине аула. Ещё несколько подпольщиков были арестованы, но во время их перевозки к месту расстрела в долине реки Пчас 11 находившихся в грузовике арестованных подпольщиков и советских военнопленных разоружили двух находившихся в кузове полицейских и из их автоматов открыли огонь по сопровождавшей грузовик машине с немцами из зондеркоманды. В перестрелке погибли секретарь Адыгейского обкома комсомола Пиюк Чесебиев и два других подпольщика, остальные восемь арестованных сумели скрыться, а позднее — предупредить об опасности других подпольщиков.
В райцентре Алагир сопротивление немецким оккупантам организовала учительница Чабахан Михайловна Басиева (отказавшись участвовать в проводимых немцами мероприятиях, она начала создание подпольной группы, в которую вошли её мать Тамара Басиева, брат Тасолтан Басиев и Настя Цогоева). Во время налёта советской авиации они украли у немцев автоматы. Позднее, после попытки вывести из строя автомашины Ч. Басиева, её брат и мать были арестованы и убиты. После освобождения Алагира советскими войсками А. Цогоева передала красноармейцам 8 похищенных у немцев автоматов.
В селении Старый Лескен братья Ханафи Гасанов и Омарби Гасанов начали стрелять по немецкому офицеру, но были расстреляны немцами.
Ученики десятого класса Хазнидонской средней школы Алихан Дзоблаев и Берди Гегкиев перегнали с оккупированной территории и передали советским войскам стадо из 54 овец и коз. Ученик лескенской школы Ваня Никифоров являлся разведчиком и связным партизан.
Налук Едзиев из селения Карман также предпринял попытку спрятать от немцев стадо скота, но был обнаружен и застрелен полицейскими.
Нафисет Хатит из аула Тахтамукай проводила подпольную работу в нескольких аулах Адыгеи, вела агитационно-разъяснительную работу и распространяла листовки среди населения. Она была схвачена в ауле Джамбечи, доставлена в Усть-Лабинскую тюрьму и казнена гитлеровцами.
Подпольные группы, созданные на предприятиях Майкопа, сохранили от уничтожения здание и часть оборудования станкостроительного завода им. М. В. Фрунзе, кожевенный завод, макаронную фабрику, автомастерские, здание учительского института, многие школы, захватили в плен 50 факельщиков и подрывников.
В декабре 1942 года партизаны отряда «Терек» в районе хутора Березина захватили «языка», который дал ценные сведения о прибытии на Кавказ корпуса «Ф» для выполнения особого военно-политического плана Гитлера под командованием известного «знатока» Востока генерала Гельмута Фельми.
В декабре 1942 года вместе с подразделениями 37-й армии партизаны освободили селения Хазнидон и Толдзгун.
Созданная в станице Абадзехской подпольная группа во время отступления немцев помогла уйти в лес 270 станичникам (в основном, молодёжи), спасла от уничтожения здания школы и больницы.
Подпольная группа на хуторе Шунтук, узнавшая от румынских солдат о планах отступления немецких войск, отбила у оккупантов и угнала в лес 150 голов скота, захватила обоз с имуществом и сохранила от уничтожения 20 тракторов.

## Результаты
В 1942—1943 годах партизаны Северного Кавказа вывели из строя свыше 17 тысяч оккупантов и их пособников, подорвали свыше 14 эшелонов, около 40 танков, свыше 500 автомашин, свыше 57 мостов.
В том числе:
- на территории Кабардино-Балкарской АССР были уничтожены 515 солдат и офицеров противника, 15 танков, бронетранспортёров и бронемашин; 280 автомашин, выведено из строя 18 км линий связи[22]
- на территории Северо-Осетинской АССР были уничтожены 166 солдат и офицеров противника и 5 автомашин[22], взяты в плен ещё шесть солдат противника, взорваны два деревянных моста, захвачены 26 подвод с боеприпасами[23], оружие и иные трофеи[4]

Партизаны и подпольщики Северного Кавказа занимались саботажем мероприятий оккупационных властей:
- рабочие майкопских нефтепромыслов, рискуя жизнью, спрятали инструменты, сложные детали станков и оборудование нефтевышек, сорвав попытки немцев наладить добычу майкопской нефти. За весь период оккупации немцам не удалось ввести в строй ни одну из 400 майкопских скважин[24]
- в сельской местности подпольщики и партизаны прятали от оккупантов сельхозтехнику, необмолоченную пшеницу, крупный рогатый скот, овец, лошадей и др.[24]
- хирург советского военного госпиталя П. М. Баскаев, оказавшийся во время немецкого наступления за линией фронта, с разрешения немецких властей начал лечение раненых советских военнопленных, которых немцы доставляли в селение Микоян-Шахар, а затем помог скрыться и спрятаться у местных жителей нескольким выздоровевшим раненым. Позднее, узнав, что немцы приняли решение перед отступлением вывезти в ущелье и расстрелять раненых, при помощи работавших санитарами военнопленных он сумел ночью вывести ходячих и вынести лежачих раненых, которые были доставлены в станицу Кардоникскую и спрятаны у местных жителей[25].

Также, партизаны вели политическую работу среди населения оккупированных территорий: Адыгейский областной партийный центр выпустил несколько номеров газеты «За социалистическую Адыгею» на русском и адыгейском языках.

## Память
- в городе Ардон установлен памятник Г. Т. Ботоеву
- в городе Алагир средняя общеобразовательная школа № 1 носит имя Ч. М. Басиевой[27]